# 1. česká futsalová liga 1998/1999
V soubojích 7. ročníku 1. české futsalové ligy 1998/99 se utkalo v základní části 16 týmů dvoukolovým systémem podzim - jaro. Vůbec poprvé byl ve futsalové lize použit model vyřazovací části, do kterého postoupily první čtyři týmy v tabulce. Nováčky soutěže se staly týmy Letňany PřF Praha (vítěz 2. ligy – sk. Západ) a Helas Brno (vítěz 2. ligy – sk. Východ). Vítězem základní části soutěže se stal tým FK Viktoria Žižkov. Sestupujícími se staly z důvodu snížení počtu účastníků čtyři týmy Letňany PřF Praha, Combix Ústí nad Labem, Lazio Brno a Bohemia České Budějovice. Vítězem soutěže se stal tým FK Viktoria Žižkov, který ve finále porazil tým 1. FC Nejzbach Vysoké Mýto 1:0 na zápasy.

## Kluby podle krajů
- Praha (3): Bohemians/Damned Praha, Letňany PřF Praha, FK Viktoria Žižkov
- Středočeský (1): FC Total Slavík Bakov nad Jizerou
- Jihočeský (2): Bohemia České Budějovice, TK Rumpál Prachatice
- Ústecký (1): Combix Ústí nad Labem
- Pardubický (1): 1. FC Nejzbach Vysoké Mýto
- Vysočina (1): EMKO Havlíčkův Brod
- Jihomoravský (3): Dino Brno, Helas Brno, Lazio Brno
- Moravskoslezský (4): Slovan Havířov, SK Cigi Caga Jistebník, IFT Computers Ostrava, FC Mikeska Ostrava

## Základní část
Zdroj: 
| Poř. | Tým                               | Z  | V  | R | P  | VG  | OG  | B  |
| ---- | --------------------------------- | -- | -- | - | -- | --- | --- | -- |
| 1.   | FK Viktoria Žižkov                | 30 | 23 | 3 | 4  | 162 | 84  | 72 |
| 2.   | FC Mikeska Ostrava                | 30 | 22 | 3 | 5  | 161 | 87  | 69 |
| 3.   | 1. FC Nejzbach Vysoké Mýto        | 30 | 19 | 4 | 7  | 164 | 116 | 61 |
| 4.   | SK Cigi Caga Jistebník            | 30 | 18 | 5 | 7  | 149 | 76  | 59 |
| 5.   | Bohemians/Damned Praha            | 30 | 17 | 4 | 9  | 146 | 128 | 55 |
| 6.   | IFT Computers Ostrava             | 30 | 17 | 3 | 10 | 157 | 105 | 54 |
| 7.   | FC Total Slavík Bakov nad Jizerou | 30 | 13 | 7 | 10 | 127 | 105 | 46 |
| 8.   | Helas Brno                        | 30 | 13 | 6 | 11 | 111 | 110 | 45 |
| 9.   | EMKO Havlíčkův Brod               | 30 | 13 | 5 | 12 | 175 | 146 | 44 |
| 10.  | Slovan Havířov                    | 30 | 14 | 2 | 14 | 101 | 118 | 44 |
| 11.  | TK Rumpál Prachatice              | 30 | 9  | 4 | 17 | 124 | 172 | 31 |
| 12.  | Dino Brno                         | 30 | 8  | 5 | 17 | 112 | 159 | 29 |
| 13.  | Letňany PřF Praha                 | 30 | 9  | 2 | 19 | 90  | 144 | 29 |
| 14.  | Combix Ústí nad Labem             | 30 | 7  | 2 | 21 | 121 | 181 | 23 |
| 15.  | Lazio Brno                        | 30 | 5  | 2 | 23 | 99  | 172 | 17 |
| 16.  | Bohemia České Budějovice          | 30 | 4  | 1 | 24 | 87  | 186 | 13 |

Poznámky
- Z = Odehrané zápasy; V = Vítězství; R = Remízy; P = Prohry; VG = Vstřelené góly; OG = Obdržené góly; B = Body

|  | Postup do vyřazovací části soutěže  |
|  | Sestup do příslušné skupiny 2. ligy |

## Vyřazovací část

### Semifinále
Zdroj: 
| Tým A              | Výsledek série | Tým B                      | Výsledky jednotlivých zápasů |
| ------------------ | -------------- | -------------------------- | ---------------------------- |
| FK Viktoria Žižkov | 2:0            | SK Cigi Caga Jistebník     | 4:3, 12:5                    |
| FC Mikeska Ostrava | 0:1            | 1. FC Nejzbach Vysoké Mýto | 6:5, 5:5                     |

### Finále
Zdroj: 
| Tým A              | Výsledek série | Tým B                      | Výsledky jednotlivých zápasů |
| ------------------ | -------------- | -------------------------- | ---------------------------- |
| FK Viktoria Žižkov | 1:0            | 1. FC Nejzbach Vysoké Mýto | 4:4, 5:1                     |

## Vítěz
| 1. celostátní liga 1998/99 FK Viktoria Žižkov (2. titul) |